# 土岐頼益
土岐 頼益（とき よります）は、南北朝時代から室町時代の武将。室町幕府侍所頭人、美濃守護。土岐頼忠の次男。子に持益。通称は池田次郎。官位は美濃守、左京大夫。

## 生涯
元中6年/康応元年（1389年）に従兄で土岐氏の惣領の美濃・伊勢守護土岐康行が3代将軍足利義満の挑発に乗って挙兵した（土岐康行の乱）。一族の多くは康行に味方したが、土岐西池田家の頼忠・頼益父子は室町幕府に味方して康行と戦い、元中7年/明徳元年（1390年）に康行は敗れて没落した。美濃守護には頼忠が任じられ、以後は土岐西池田家が主流となる。
応永2年（1395年）に頼益は父の跡を継いで美濃守護となった。頼益は文武に優れた人物で、各地を転戦して戦功を挙げた。応永6年（1399年）の応永の乱では頼益は幕府軍に加わって和泉堺へ出陣していたが、従兄の土岐詮直（康行の従弟で乱後没落していた）が大内義弘に呼応して挙兵し、美濃へ乱入した。頼益はただちに兵を返して詮直を討ち、その首を義満に進上した。
頼益は義満と4代将軍足利義持から信任され、応永8年（1401年）に評定衆に列し、応永10年（1403年）の着座で諸将の筆頭として破格の扱いを受け、幕府七頭の一家となり、同年に侍所頭人、宿老を歴任して幕閣の要人として重んじられた。
一方、本国美濃では古くから土着している土岐氏庶流の多くは西池田家が主流となったことに反抗的で、頼益は統治に苦労し、外様の国人の富島氏を守護代に重用するようになった。頼益の時に目代の斎藤氏が被官となり守護代となっている。
応永21年（1414年）4月4日に死去。享年64。戒名は興善寺殿寿岳常保大居士。子の持益が跡を継いだ。
頼益の宝篋印塔は岐阜県各務原市の大安寺に現存し岐阜県指定史跡となっているが、現在の状態は昭和期に石を寄せ集めたものである。